# PENTANGLE
『PENTANGLE』（ペンタングル）は、JAYWALK15枚目のアルバム。1997年3月12日にmeldacから発売された。

## 概要
前作『JAYWALK CLASSICS』から半年振り。オリジナルアルバムとしては2年振りとなる。

## 収録曲
全作詞：知久光康（#5, #8以外）／編曲：JAYWALK
1. SINGLE WOMAN
作曲：西村匡由・JAYWALK
2. 秘密
作曲：知久光康
3. SHE SAID...
作曲：中村耕一
34枚目のシングル。
志賀高原プリンスホテル CMソング
4. 7÷6
作曲：田切純一
5. 時空の彼方へ
作詞：長島進、作曲：長島進・JAYWALK
6. LONG LONG TIME AGO...みんなひとりで生きていた
作曲：田切純一・JAYWALK
7. GOODY...冒険の国へ
作曲：田切純一
33枚目のシングル。
ベネッセ・コーポレーション/新創刊オープンエア・マガジン“Goody”TVCM曲
8. 今日、この一日が贈り物
作詞：杉田裕、作曲：中内雅文
9. RIVAL
作曲：田切純一
シングル「SHE SAID...」のカップリング曲。
10. 河より低い町で -MY OLD MAN- (acoustic version)
作曲：杉田裕
11. 時空の彼方へ -REPRISE-
作曲：長島進・JAYWALK